# Cyclops ricae
Cyclops ricae – gatunek widłonoga z rodziny Cyclopidae, nazwa naukowa gatunku została po raz pierwszy opublikowana w 1977 roku przez ukraińskiego zoologa Władysława Monczenkę.